# Al Feuerbach
Al Feuerbach (eigentlich Allan Dean Feuerbach; * 14. Januar 1948 in Preston, Iowa) ist ein ehemaliger US-amerikanischer Kugelstoßer.
1971 gewann er bei den Panamerikanischen Spielen in Cali mit 19,76 Meter. Mit 20,72 Meter stand Feuerbach Ende 1971 auf dem vierten Platz der Weltjahresbestenliste. 1972 steigerte er sich auf 21,52 Meter und qualifizierte sich für das Olympiateam. Bei den Olympischen Spielen 1972 in München stieß er 21,01 Meter, lag damit 17 Zentimeter hinter Olympiasieger Władysław Komar und wurde Fünfter.
Am 5. Mai 1973 stieß er die Kugel auf 21,82 Meter und verbesserte damit den sechs Jahre alten Weltrekord von Randy Matson um vier Zentimeter. Dieser Weltrekord wurde drei Jahre später von Terry Albritton um drei Zentimeter verbessert. Feuerbach gewann 1973, 1974 und 1975 sowie 1978 die US-Meisterschaft. Bei den Olympischen Spielen 1976 in Montreal stieß Feuerbach die Kugel auf 20,55 Meter und wurde Vierter.
Viermal wurde er US-Meister im Freien (1973–1975, 1978) und dreimal in der Halle (1971, 1975, 1978). 1974 wurde er AAA-Meister.
Al Feuerbach ist 1,85 m groß und wog zu Wettkampfzeiten 110 kg. In der Preston (950 Einwohner) Highschool erreichte er 14,58 m im Kugelstoßen (bei eigenem Körpergewicht von nur 74 kg), sodass er kein Sportstipendium bekam. Er besuchte die Emporia State University in Kansas (600 Studenten), wo es keine Stipendien gab und war so der einzige wirkliche Amateur.
Die Grundlage seiner Leistungen war eine unverhältnismäßig große Kraft und Schnellkraft: Bei 110 kg/242 lb Körpergewicht war seine Bestleistung 155 kg im Reißen und 190 kg im Stoßen, wodurch er Zweiter bei den Amerikanischen Meisterschaften im Gewichtheben wurde. Mit 3,78 m im Standweitsprung sprang er 5 cm weiter als der Weltrekord (2015).

## Persönliche Bestleistungen
- Kugelstoßen: 21,82 m, 5. Mai 1973, San José
  - Halle: 21,44 m, 8. Februar 1974, Inglewood